# Tamalpais-Homestead Valley
Tamalpais-Homestead Valley és una concentració de població designada pel cens dels Estats Units a l'estat de Califòrnia. Segons el cens del 2000 tenia 10.691 habitants.

## Demografia
Segons el cens del 2000, Tamalpais-Homestead Valley tenia 10.691 habitants, 4.558 habitatges, i 2.803 famílies. La densitat de població era de 828,9 habitants/km².
Dels 4.558 habitatges en un 28,9% hi vivien nens de menys de 18 anys, en un 51,5% hi vivien parelles casades, en un 6,9% dones solteres, i en un 38,5% no eren unitats familiars. En el 25,7% dels habitatges hi vivien persones soles el 5,4% de les quals corresponia a persones de 65 anys o més que vivien soles. El nombre mitjà de persones vivint en cada habitatge era de 2,33 i el nombre mitjà de persones que vivien en cada família era de 2,8.
Per edats la població es repartia de la següent manera: un 20,1% tenia menys de 18 anys, un 3,4% entre 18 i 24, un 31,6% entre 25 i 44, un 35,7% de 45 a 60 i un 9,2% 65 anys o més.
L'edat mitjana era de 42 anys. Per cada 100 dones de 18 o més anys hi havia 92,1 homes.
La renda mitjana per habitatge era de 102.094 $ i la renda mitjana per família de 122.142 $. Els homes tenien una renda mitjana de 79.518 $ mentre que les dones 60.058 $. La renda per capita de la població era de 56.913 $. Entorn de l'1,7% de les famílies i el 3,8% de la població estaven per davall del llindar de pobresa.

## Poblacions més properes
El següent diagrama mostra les poblacions més properes.